# Ernest de Sarzec
Gustave Charles Ernest Chocquin de Sarzec (Rennes, 11 agosto 1832 – Poitiers, 31 maggio 1901) è stato un archeologo e diplomatico francese.

## Biografia
Era figlio di Alexandre Gustave Chocquin, nato a Vivonne nel 1799, morto a Parigi nel 1852. Diplomato all'École polytechnique, nel 1819, sottotenente di artiglieria, diede le dimissioni dopo la rivoluzione del 1830 per ritirarsi in Bretagna e poi a Parigi. Sua madre era Joséphine Beaulieu, nata nel 1813, e morta a Parigi nel 1863.

### Direttore della società del gas ad Alessandria
Ingegnere civile, egli divenne il direttore della società del gas "Compagnie Lebon" di Alessandria, in Egitto, dal 1864 al 1868. Questo incarico gli permetterà di avere contatti con l'amministrazione ottomana.

### Console a Massaua
Dopo la guerra franco-prussiana del 1870, Sarzec è a Parigi. La sua conoscenza dell'Oriente gli consente di ottenere, per decreto del 23 febbraio 1872, l'incarico di Console onorario di Francia a Massaua. Questa regione era allora occupata degli Egiziani. S'imbarcò, dunque, da Marsiglia per l'Egitto l'11 aprile del 1872, poi a Suez per Mansura, il 21 maggio. Arriverà a destinazione l'8 giugno. Sostituirà nell'incarico un cittadino svizzero, Werner Munzinger, che aveva rappresentato la Francia con lealtà dal 1864 al 1871, ma la sconfitta dell'impero francese lo aveva spinto a tradire gli interessi francesi a favore di quelli del Chedivè egiziano. Werner Munzinger dopo di allora sarà nominato governatore di Massaua per l'Egitto con il titolo di Bey, il 23 aprile 1871, poi s'impegnò nella guerra contro l'Etiopia. Il nuovo negus Giovanni IV intraprese una lotta contro i suoi vassalli ribelli e le macchinazioni egiziane. Nel frattempo Sarzec era riuscito a prendere contatto con il negus ed a rinnovare l'alleanza fra la Francia e l'Etiopia. Queste azioni provocarono delle proteste del Chedivè Isma'il Pascià presso il governo francese, che richiamò in Francia Sarzec nel 1874. Sarzec riuscì a giustificare il suo operato e fu così reintegrato nel suo incarico il 18 novembre 1874. Malgrado l'opposizione del Chedivè, riuscì a reinsediarsi nella sua carica. Il negus sconfisse l'esercito egiziano nel 1875 e uccise Munzinger durante un'operazione che lui stesso aveva organizzato a partire da Tagiura. Finalmente il Ministero degli esteri decise di far avanzare di ruolo Serzac.
Il 6 agosto 1875 il Ministero degli esteri lo nomina viceconsole di Francia a Bassora. Prima di partire per il suo nuovo incarico, Sarzec consegnò al negus i regali che a lui erano stati inviati dal presidente Mac Mahon ma che Munzinger aveva sequestrato. Ritornato a Massaua il 18 dicembre 1875, partì infine per la Francia. In un rapporto del 14 agosto 1875, egli segnalò la presenza di rovine presso Zoville, nel sud del Tigrè.
È a Massaua che Ernest de Sarzec contrasse la malaria che lo porterà alla morte.

### Viceconsole a Bassora
Assunse ufficialmente il suo incarico il 19 gennaio 1877 dopo un soggiorno in Francia. La sua difesa degli interessi francesi in Etiopia gli aveva procurato l'inimicizia degli alti funzionari ottomani che lo conoscevano e non ignoravano le sue attività precedenti. In Caldea egli lavorerà più per il ministero dell'istruzione che per quello degli esteri.
L'attività consolare a Bassora era allora divenuta leggera. La Mesopotamia era diventata un campo di esplorazione archeologica sin dal primo scavo di Paul-Émile Botta a Khorsabad e di Jules Oppert e Fulgence Fresnel a Babilonia. Gli inglesi sono molto attivi in questi scavi con Layard, Rawlinson e Taylor, poi i tedeschi e gli americani, mentre la Francia è rimasta esclusa dalle ricerche. Ma la Bassa Caldea, per il suo clima difficile e per gli attacchi dei ribelli è stata poco toccata dalle ricerche.

### Scoperta di Lagash e della civiltà Sumera

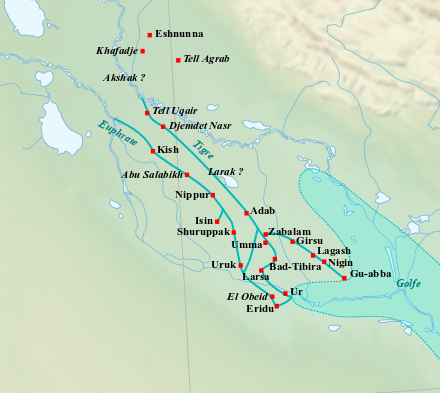
i siti archeologici in Mesopotamia

Guillotti, direttore delle poste e telegrafi di Baghdad, gli riferì, che, tornando da un'ispezione alle linee telegrafiche, aveva visto delle statue sparse lungo le rive del Chatt-el-Hai, vicino a Tello.
Dopo aver ottenuto dalle autorità ottomane il diritto esclusivo di intraprendere scavi sul sito, egli cominciò le sue ricerche nel 1877 utilizzando fondi personali. Riportò così alla luce le prime testimonianze di una civiltà fino ad allora sconosciuta: i Sumeri. Riportò alla luce l'antica capitale Lagash. Fu durante un suo congedo in Francia, nel 1878, che mostrò alcune monete che aveva scoperto al ministro degli esteri Waddington che segnalò aLéon Heuzey, conservatore aggiunto del Museo del Louvre, questi oggetti in uno stile sconosciuto. Léon Heuzey, nominato direttore del dipartimento orientale del Louvre, coopererà con Sarzec nei suoi scavi.
Nel frattempo, la sua salute peggiorerà a causa delle frequenti crisi malariche che lo obbligheranno a tornare in Francia per curarsi nel 1878. Non potrà tornare a Bassora fino all'11 dicembre 1879. Durante il suo soggiorno in Francia, si sposò e concluse l'acquisto del castello di Sarzec. Passerà da Costantinopoli per ottenere un Firmano regolare per i suoi scavi. Intraprenderà così la sua terza e quarta campagna di scavi.
Dovrà tornare ancora in Francia per curarsi nel 1881. Arrivò il 31 maggio, portando con sé le grandi statue di Gudea, di Our-Baou. Nel 1881, lo Stato comprerà a Sarzec il prodotto dei suoi scavi per 130000 franchi.
Tornerà a Bagdad nel 1883, ma un nuovo regolamento delle antichità, vieterà ai consoli di intraprendere scavi nella loro circoscrizione. Dovette attendere un permesso speciale, nel frattempo condusse campagne di scavi nella Persia del sud fra marzo e luglio 1885. L'ambasciatore francese a Teheran gli chiese di essere prudente perché stava negoziando l'autorizzazione a riprendere gli scavi a Susa per Marcel Dieulafoy e Jane Dieulafoy.
Per sette anni, il sito di Tello sarà abbandonato al saccheggio degli scavi clandestini che alimentano il mercato delle antichità di Baghdad.
Gli scavi riprenderanno sotto il controllo di un ispettore turco degli scavi, prima Bédry Bey, poi Youssouf Effendi, con i quali Sarzec ebbe delle difficoltà, fino a cogliere in flagranza di reato il secondo mentre rubava antichità dal sito. Le tribù arabe della regione saranno da allora una causa di insicurezza.
L'architetto Henri de Sevelinges, allievo di Honoré Daumet, venne nominato aiutante di Sarzec per eseguire le rilevazioni dell'intero sito e le prime fotografie durante le campagne del 1888 e 1893.
Nel corso della nona campagna di scavi, cominciata il 20 febbraio 1895, l'accampamento dei ricercatori fu attaccato da una tribù araba. Una guardia fu uccisa e otto rimasero ferite. 
Per due anni, fino all'arrivo del viceconsole Gustave Rouet, il 14 aprile 1897, non ci fu rappresentanza francese a Bassora.
La decima campagna di scavi si svolse dal 28 febbraio al 4 giugno 1898. Alcuni mercanti turchi avevano promesso 300 sterline turche alle tribù arabe della provincia dei Tello perché rapinassero Sarzec. Una scorta fornita da Redjeb Pacha gli permise di lavorare in tranquillità. Ritrovò un pugnale dell'epoca di Ur-Nanshe della lunghezza di 41 centimetri.
Le sue ricerche hanno riportato alla luce molti tesori archeologici che sono stati acquisiti dal museo del Louvre: la statua dell'ensi della città stato di Lagash, Gudea, la Stele degli avvoltoi, delle raccolte di tavolette, cilindri e timbri in terracotta con Scrittura cuneiforme.
Dopo un soggiorno in Francia, parte per la sua undicesima campagna di scavi, lasciando la Francia per Costantinopoli il 14 dicembre 1899. Si reca a richiedere la proroga del suo Firmano, poi scende in battello il Tigri fino a Baghdad con la moglie, Marie, e suo figlio. Arriva a Baghdad il 15 febbraio 1900 ed a Tello il 25. Scopre sul sito una nuova biblioteca. Riporta da questa campagna undicimila tavolette o nuovi documenti del periodo Gudea e della Terza dinastia di Ur. Un sondaggio sul luogo del tempio di Ningirsu gli permise di raggiungere lo strato protostorico che fu scavato trent'anni dopo dall'abate Henri de Genouillac. Ritornato in Francia nell'estate del 1900, morirà per attacchi malarici l'anno successivo
Era stato da poco nominato Ministro plenipotenziario di seconda classe il 1º agosto 1899.
Dopo la morte di Sarzec, il comandante Gaston Cros proseguì gli scavi a lagash, dal 1903 al 1909. Scoprì nuove statue in diorite di Gudea e molte tavolette cuneiformi. 

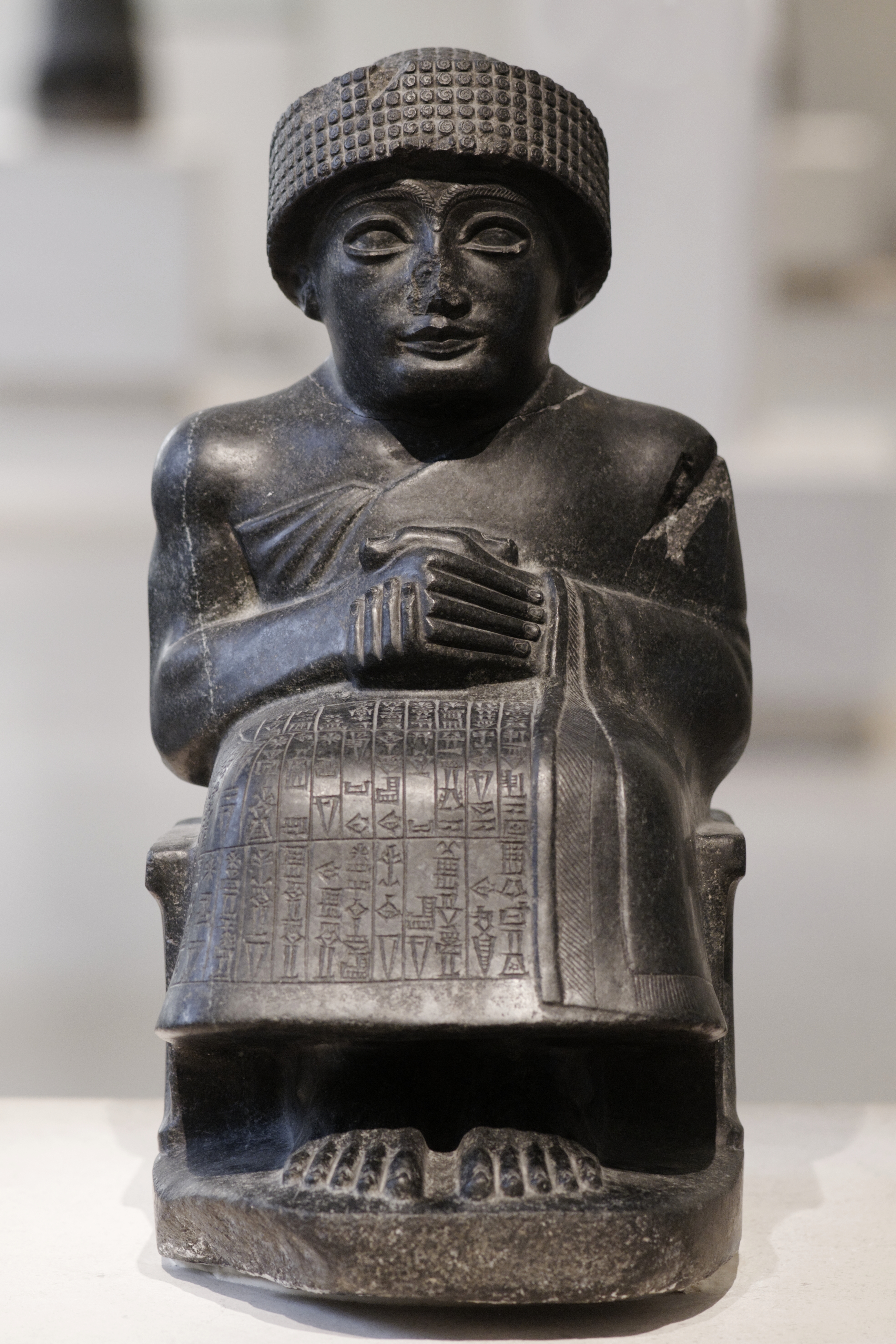
Gudea di Lagash.
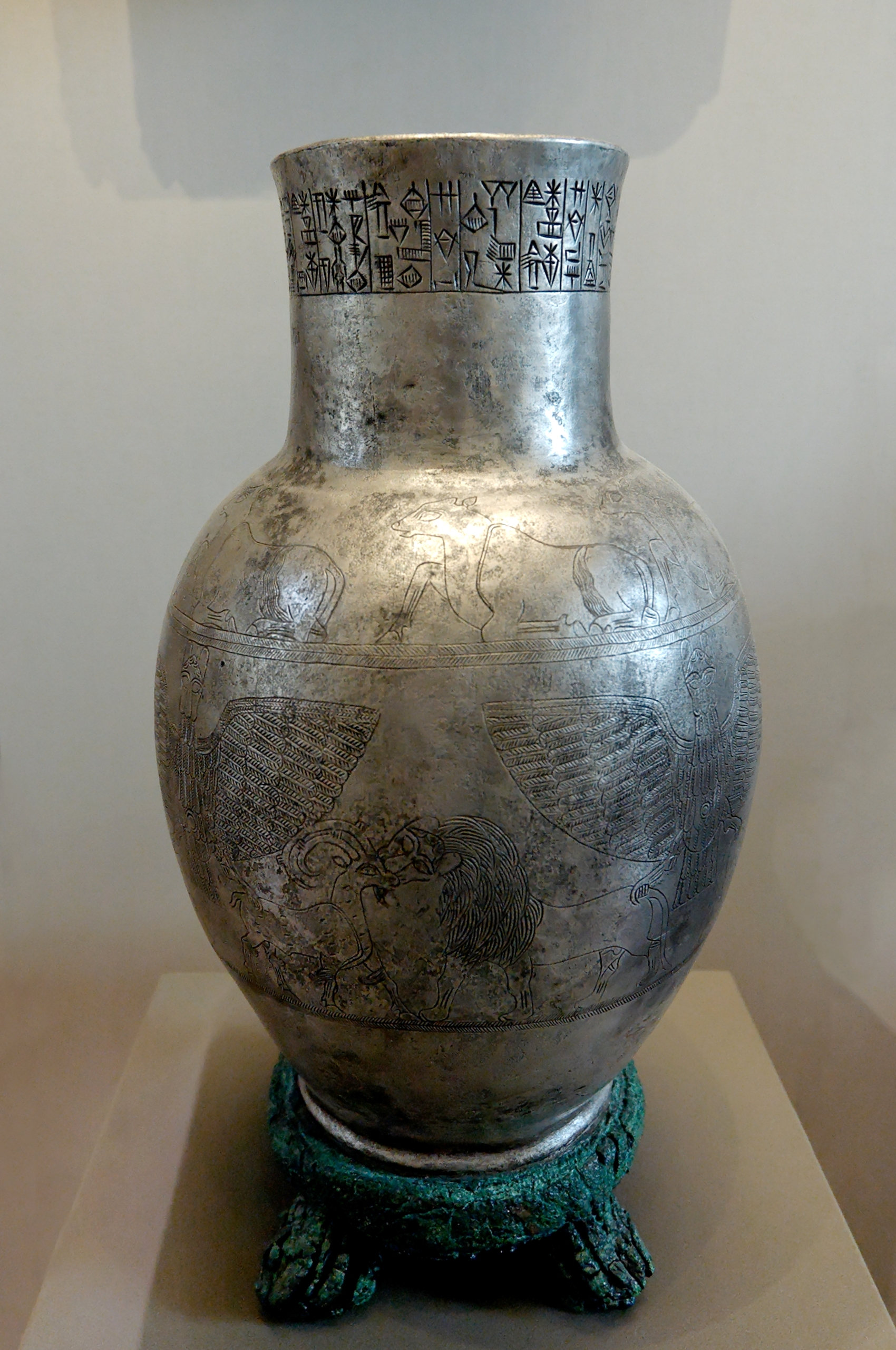
Vaso di Entemena trovato da Sarzec nel 1877.
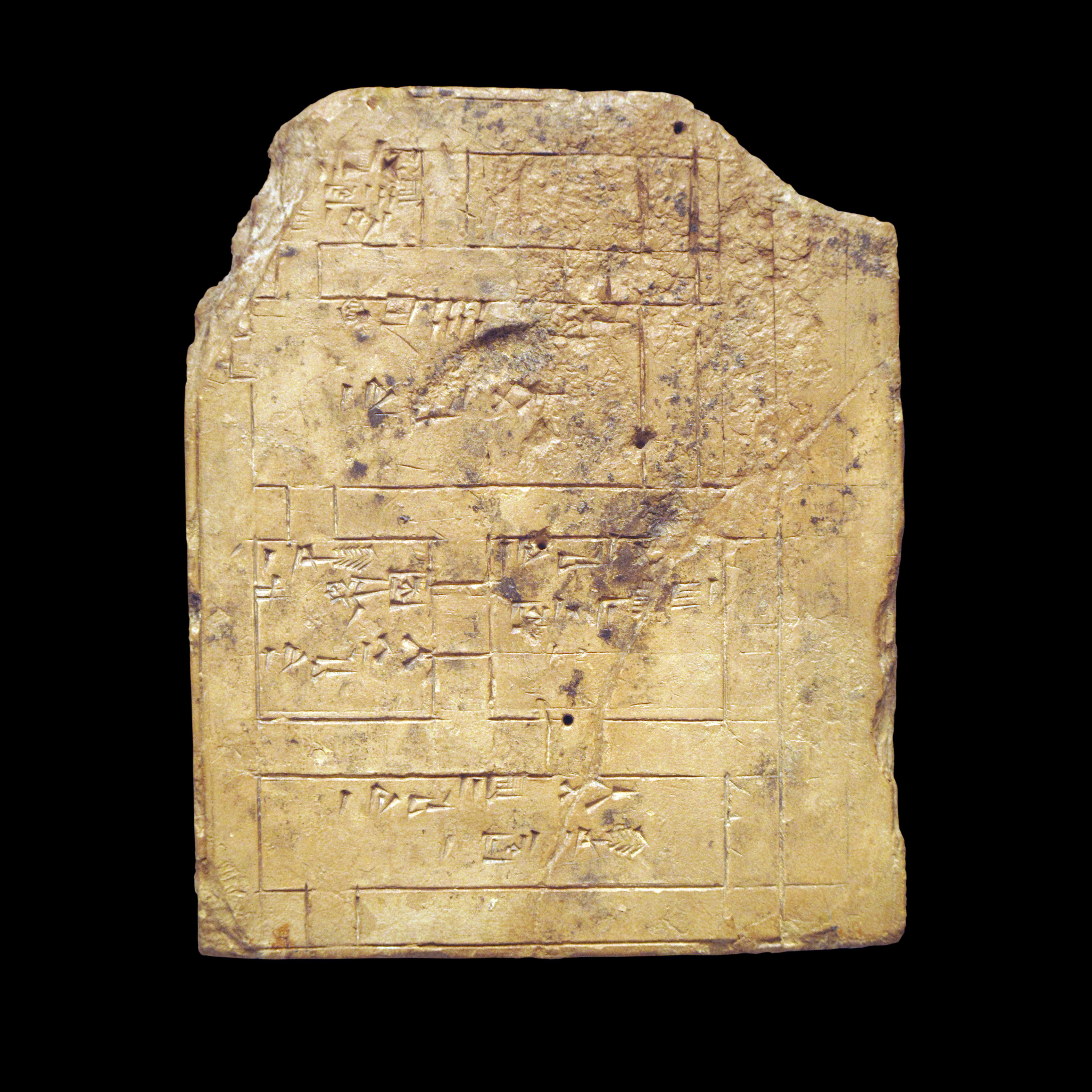
Planimetria d'una abitazione o d'un tempio a Tello.

## Decorazioni
- Officiale della Legion d'onore;
- Commendatore dell'Ordine di San Gregorio Magno;
- Commendatore dell'Ordine equestre del Santo Sepolcro di Gerusalemme;
- Commendatore dell'Ordine di San Stanislao;
- Commendatore dell'Ordine di Mejīdiyye;
- Commendatore del Sigillo di Salomone d'Abyssinia ;